# Encinas de Abajo
Encinas de Abajo település Spanyolországban, Salamanca tartományban.  Lakosainak száma 619 fő (2024).

## Népesség
A település népessége az elmúlt években az alábbi módon változott:
| Lakosok száma | 660  | 647  | 638  | 624  | 620  | 627  | 651  | 633  | 611  | 619  |
|               | 2001 | 2004 | 2007 | 2009 | 2012 | 2014 | 2017 | 2019 | 2022 | 2024 |